# Джуманиязов, Артыкбай
Артыкба́й Джумания́зов (1927 год, село Кызыл-Юлдуз, Куня-Ургенчский район, Ташаузский округ Туркменская ССР) — звеньевой колхоза «Кызыл-Юлдуз» Куня-Ургенчского района Ташаузской области, Туркменская ССР. Герой Социалистического Труда (1950).

## Биография
Родился в 1927 году в крестьянской семье в селе Кызыл-Юлдуз Куня-Ургенчского района (ныне — территория Кёнеургенчского этрапа).
Окончил местную начальную школу.
В годы Великой Отечественной войны трудился рядовым колхозником в местном колхозе «Кызыл-Юлдуз» Куня-Ургенчского района. Соревновался с тружеником этого же колхоза Сапарбаев Ниязмедовым. В послевоенное время возглавлял комсомольско-молодёжное звено.
В 1949 году звено под его руководством получило в среднем по 70,1 центнеров хлопка-сырца на участке площадью 12,3 гектара. Указом Президиума Верховного Совета СССР от 30 июня 1950 года удостоен звания Героя Социалистического Труда за «получение высокого урожая хлопка на поливных землях в 1949 году» с вручением ордена Ленина и золотой медали «Серп и Молот» (№ 5330).
В последующие годы трудился бригадиром хлопководческой бригады в этом же колхозе.
Проживал в родном селе Кызыл-Юлдуз Куня-Ургенчского района.